# Memos Ioannou
Memos Ioannou, en griego: Μέμος Ιωάννου , (nacido el 15 de abril de 1958 en Atenas, Grecia) es un exjugador  griego de baloncesto. Con 1.90 de estatura, jugaba en el puesto de base. Después de retirarse se convertiría en entrenador de baloncesto.

## Trayectoria
- 1974-1990 Panathinaikos BC
- 1990-1991 PAOK Salónica BC
- 1991-1993 Aris Salónica BC

## Palmarés
- Liga de Grecia:

Panathinaikos BC: (1975, 1977, 1980, 1981, 1982, 1984)
- Copa de Grecia:

Panathinaikos BC: (1982, 1983, 1986)
- Recopa

PAOK Salónica BC: (1991)
Aris Salónica BC: (1993)